# Por favor, perdón y gracias
Por favor, perdón y gracias es el decimotercer álbum de estudio del cantautor argentino León Gieco. Fue publicado en el año 2005 por el sello EMI y producido por León Gieco y Luis Gurevich. La obra cuenta con invitados como Jimmy Johnson, Gustavo Santaolalla, Rubén Albarrán, David Kemper, Gustavo Cordera, Dean Parks, Andrés Ciro Martínez, Daniel Melingo, entre otros.
Este disco fue lanzado cuatro años después de Bandidos rurales y es, probablemente, el álbum más polémico de Gieco, en donde critica al sistema y a la tragedia de Cromañón. Le trajo problemas y tuvo que enfrentar demandas judiciales por los polémicos temas "Un minuto" sobre la tragedia de Cromañón (que fue retirado del álbum a partir de su segunda edición, tras las quejas de los familiares de las víctimas del incendio) y "Santa Tejerina", sobre el caso de Romina Tejerina, una joven jujeña que mató a su hijo recién nacido aduciendo que era el fruto de una violación, circunstancia que fue investigada y descartada por la Justicia.
El primer tema del álbum titulado "Yo soy Juan" hace referencia a la historia de Juan Cabandié Alfonsín, nieto recuperado n.° 77 por las Abuelas de Plaza de Mayo en 2003. La canción menciona su nacimiento en el ex Centro Clandestino de Detención ex ESMA, donde funcionaba una maternidad clandestina durante última dictadura militar en la Argentina. En la canción se escucha la voz del nieto recuperado, que poco tiempo después iniciaría una carrera política ligada a la agrupación La Cámpora. Entre 2013 y 2019 fue Diputado Nacional por la Ciudad de Buenos Aires. Se desempeñó como Ministro de Ambiente y Desarrollo Sostenible de la Nación durante el gobierno de Alberto Fernández.
El álbum también incluye el tema "El ángel de la bicicleta", que cuenta la historia de Claudio "Pocho" Leprati, quien fue asesinado por la policía santafesina en la ciudad de Rosario durante la crisis y protestas de diciembre de 2001 cuando intentaba evitar que la policía baleara un comedor infantil de un barrio pobre.

## Grabación y polémica
León edita Por favor, perdón y gracias en 2005 y uno de los temas, "Un minuto", desata la polémica. El 30 de diciembre de 2004 un recital del grupo de rock Callejeros en un lugar cerrado llamado República Cromañón, concluye con un incendio producto del encendido de bengalas, en el que mueren 193 jóvenes, convirtiéndose en una de las tragedias más graves padecidas en la Argentina. Este gravísimo suceso mostró la actuación de empresarios inescrupulosos, la corrupción de funcionarios políticos y policiales que debían controlar los lugares donde se realizaban los recitales y la irresponsabilidad de ciertos jóvenes que hicieron uso de bengalas en lugares cerrados. En el tema "Un minuto" participó el cantante de Callejeros,  Pato Fontanet, y un grupo de padres de las víctimas de Cromañon criticó a León Gieco por haber incluido a ese cantante al que consideran con parte de responsabilidad en la tragedia. Gieco, luego de reunirse con los padres, decidió no incluir el tema en futuras ediciones del álbum. Cabe señalar que el tema estaba dedicado a las víctimas de Cromañon, pero su letra no se centraba en la tragedia en sí sino en el resultado que ésta tuvo sobre la carrera de Fontanet cuando ésta comenzaba a despegar: "Estaba despidiendo viejas penas en la vida / estaba descubriendo el valor de la dulzura (...) La vida dibujó una sonrisa en mi cara / y en un minuto triste la borró como si nada".

En realidad, el nombre del disco es de Julieta, que es una de las chicas que hizo la tapa del disco. Leyendo las letras de las canciones, ella propuso que "por favor, perdón y gracias" eran tres palabras que resumían el espíritu del disco. Tuvo mucho éxito con nosotros y lo aceptamos, fue una gran intervención de ella. Pero "por favor, perdón y gracias" son tres palabras mágicas para la vida, el amor y el corazón. Son tres palabras que, por la pérdida de valores en la Argentina, se dejaron de decir. Es un pedido a la gente, para que no olviden esas tres palabras mágicas que lo hacen a uno un poco mejor. Pero además son palabras atemporales. Podría decir "Perdón" por producirles dolor a los padres de Cromañón, donde ellos vinieron a pedirme que saque una canción cantada con Fontanet. Por el dolor que ellos tenían y por la confusión que producía el disco, decidimos retirarla momentáneamente de los discos. "Por favor" se le puede pedir a la gente para que actúe con coherencia. "Gracias" por las cosas buenas que se hagan. En el caso del escrache a Estela de Carlotto, por ejemplo, yo en lugar de los padres de Cromañón, voy y le pido a ella, emblema de los derechos humanos, por favor, perdón y gracias.
León Gieco.

Además en el álbum se incluyen otras canciones que hacen referencias a distintos casos: "Yo soy Juan" que se refiere al último "aparecido", es decir a un nuevo joven recuperado por las Abuelas de Plaza de Mayo. Está dedicada a Juan Cabandie; joven recuperado por ser hijo de desaparecidos, que fueron secuestrados en la última dictadura militar. Como fondo de la canción se escucha la voz de Juan Cabandié explicando cómo comenzó a darse cuenta de su situación de hijo de desaparecidos. En "El ángel de la bicicleta" cuenta la historia con ritmo de cumbia de Pocho Lepratti, un joven militante social que durante la gravísima crisis del 2001 se desempeñaba como auxiliar de cocina en el comedor de la escuela número 756 'José M. Serrano' de Las Flores, en un barrio de clase baja del sudoeste rosarino y resultó asesinado durante un allanamiento hecho por parte de la policía santafesina. En la misma se modifica lo que gritaba Lepratti al ser ejecutado, eliminando los insultos y agregándole una mención a los niños que se hallaban en el lugar. De ese modo, el 

¡Dejen de tirar, manga de hijos de p***.

en la canción se ve transformado en:

¡Bajen las armas, que aquí solo hay pibes comiendo!

.También incluye un cover de "Al atardecer", canción escrita por Andrés Ciro Martínez e interpretada por el grupo de rock barrial Los Piojos, la cual relata la vida de una prostituta (Gieco incluyó esta canción en agradecimiento a Los Piojos por versionar su canción "Pensar en nada" en el show Huracanes en luna plateada del 23 de julio de 2002 en el estadio Luna Park). En ritmo de tango transcurre "Los guardianes de Mugica", tema de homenaje al padre Mugica y a aquellos que en las villas luchan por una vida más digna. La canción se destaca por su estribillo:
"Es más fácil ponerle un velo al sol
que sortear todas las sombras
de esta Argentina del dolor.
Por favor, perdón y gracias,
tres palabras mágicas
para la vida, el amor y el corazón."

## Juicio por "Santa Tejerina"
La canción dedicada a Romina Tejerina, quien asesinara a su hija recién nacida (según ella fruto de una violación), le trajo a Gieco mucha polémica. El hombre acusado de violar a la joven jujeña lo había denunciado a Gieco por "apología del crimen" a raíz de su canción "Santa Tejerina" y por declaraciones a la prensa. Gieco fue finalmente sobreseído por la causa que se le había abierto por “instigación el crimen” por dicha canción y por declaraciones periodísticas en las que defendía a la joven Romina Tejerina. Un fallo del juez Omar Fente lo sobreseyó de la causa que lo acusaba de “apología del crimen”.

La libertad de expresión es sustento fundamental del sistema democrático y en su comprensión radica el verdadero espíritu de tolerar, comprender y convivir con quienes piensan diferente.
Señaló Fente.

En conversación con el matutino porteño Página 12, León Gieco –minutos antes de subirse al escenario con Mercedes Sosa en el Estadio Multifuncional del Parque Roca- dijo que la resolución tiene “un alto nivel poético”, al tiempo que la calificó como “copada”. 

Por ahora la canción está libre. Falta que liberen a la víctima. Si yo hice algo fue perdonarla. Pero no queda en el perdón, son que es una lucha para que la liberen.
León Gieco, quien había adelantado que viajaría a Jujuy para brindar un recital y reclamar la liberación de Tejerina.

## Lista de canciones
Todas las canciones escritas y compuestas por León Gieco (letra) y Luis Gurevich (música), excepto donde se indica. 
| Versión original del 2005 |                                              |          |  |
| N.º                       | Título                                       | Duración |  |
| 1.                        | «Yo soy Juan»                                | 4:57     |  |
| 2.                        | «Familia rodante»                            | 5:33     |  |
| 3.                        | «Santa Tejerina»                             | 5:08     |  |
| 4.                        | «Al atardecer» (Andrés Ciro Martínez)        | 5:20     |  |
| 5.                        | «El ángel de la bicicleta»                   | 6:37     |  |
| 6.                        | «La carneada»                                | 5:15     |  |
| 7.                        | «Ve la luna» (Alicia Scherman/Luis Gurevich) | 4:28     |  |
| 8.                        | «Los guardianes de Mugica»                   | 6:03     |  |
| 9.                        | «Horal» (Jaime Sabines/Luis Gurevich)        | 4:36     |  |
| 10.                       | «Un minuto»                                  | 4:46     |  |
| 11.                       | «Te veo en el sol» (León Gieco/Nito Mestre)  | 4:21     |  |
| 12.                       | «La noche se abre a la luna»                 | 3:50     |  |
| 13.                       | «Encuentro» (León Gieco)                     | 6:33     |  |
| 14.                       | «Solo Figuras» (Walter Piancioli)            | 3:04     |  |
| 71:18                     |                                              |          |  |

| Reedición sin la canción "Un minuto" y con bonus tracks |                                              |          |  |
| N.º                                                     | Título                                       | Duración |  |
| 1.                                                      | «Yo soy Juan»                                | 4:57     |  |
| 2.                                                      | «Familia rodante»                            | 5:33     |  |
| 3.                                                      | «Santa Tejerina»                             | 5:08     |  |
| 4.                                                      | «Al atardecer» (Andrés Ciro Martínez)        | 5:20     |  |
| 5.                                                      | «El ángel de la bicicleta»                   | 6:37     |  |
| 6.                                                      | «La carneada»                                | 5:15     |  |
| 7.                                                      | «Ve la luna» (Alicia Scherman/Luis Gurevich) | 4:28     |  |
| 8.                                                      | «Los guardianes de Mugica»                   | 6:03     |  |
| 9.                                                      | «Horal» (Jaime Sabines/Luis Gurevich)        | 4:36     |  |
| 10.                                                     | «Solo Figuras» (Walter Piancioli)            | 3:04     |  |
| 11.                                                     | «Te veo en el sol» (León Gieco/Nito Mestre)  | 4:21     |  |
| 12.                                                     | «La noche se abre a la luna»                 | 3:50     |  |

| Bonus tracks |                                                                                    |          |  |
| N.º          | Título                                                                             | Duración |  |
| 13.          | «Encuentro» (León Gieco)                                                           | 6:33     |  |
| 14.          | «Chileno y Argentino» (León Gieco/Abel Pintos/Ariel Pintos/Juan Pablo Francesconi) | 3:36     |  |
| 15.          | «Video con imágenes del backstage de la grabación»                                 | -        |  |
| 71:18        |                                                                                    |          |  |

## Personal
| - León Gieco: voz, guitarra, armónica y coros. - Jimmy Johnson: bajo. - David Kemper: batería. - Dean Parks: guitarra eléctrica, guitarra acústica, guitarra española, guitarra delvecchio, guitarra weissenborn, mandolín, dobro slide y steel pedal guitar. - Gustavo Santaolalla: voz y ronco en "Yo soy Juan". - Dora Chávez, Magali Bachor y Alexander Batista: coros, dirección y arreglos de voces. - Juan Cabandie: discurso en "Yo soy Juan". - Gabe Witcher: violín. - Luis Gurevich: mandolín, teclados, guitarra acústica, guitarra eléctrica, cajas, acordeón, piano, órgano, máquina de ritmos y coros. - Leticia Kleiman: coros - Alex Acuña: percusión. - Panchi Quesada: guitarras acústicas y eléctricas. - José Rajal: violines. - Juan "Pollo" Raffo: coros, arreglo y dirección de voces intro en "Santa Tejerina", arreglo y dirección de cuerdas en "Ve la luna", arreglo y dirección de cuerdas y cornos en "Te veo en el sol". - Osqui Amante: coros. - Andrés Ciro Martínez: voz en "Al atardecer". - Ariel "El Traidor" Salinas: teclados en "El ángel de la bicicleta". - Héctor "Perico" Ávalos: percusión y bajo. - Daniel Cañueto: violines y coros. - Sudestada Horns: vientos. - Ervin Stutz: trompeta y fluegel horn. - Juan Escalona: trombón. - Alejo Von Der Pahlen: saxo barítono. - Alicia Scherman, Joana Gieco, Lisa Gieco, Patricia Knopf, Isabel Medina, Antonia Medina, Tamara Guverich, Martina Guverich, Silvina Osinalde, Carolina Nievas, Analía Sirio, María Paracampo y Aníbal Forcada: coros. | - Sergio Polizzi: violines. - Sebastián Prusak: violines. - Benjamín Bru Pesce: viola. - Carlos Nozzi: chelo. - Gustavo Cordera: voz en "Los guardianes de Mugica". - Daniel Melingo: voz y clarinete en "Los guardianes de Mugica". - Walter Ríos: bandoneón. - Horacio "Mono" Hurtado: contrabajo. - Murga "Los guardianes de Mugica": Ramiro Giganti, Juan José Castillo, Rubén Spinozo, José Whisky, David López, Alberto Alarcón (bombos con platillos). Miguel Ángel Gómez, Ezequiel Ramírez (zurdos). Daniel Mendoza (redoblante). Marcelo Daniel Castillo (repique). - Rubén Albarrán: voz en "Horal". - Patricio Santos Fontanet: voz en "Un minuto". - María Eugenia Castro: chelo. - Ramón Stagnaro: guitarra. - Fernando Chiappero: corno. - Javier Weintraub: violín. - Pedro Pablo Pedrozo: violín. - Elizabeth Ridolfi: viola. - Jorge Bergero: chelo. - Sergio Rivas: contrabajo. - Ramiro Gallo: arreglos de cuerdas. - Lina Jacovkis: coros. - Lucho González: guitarras, arreglos y dirección musical en "Chileno y Argentino". - Hubert Reyes: percusión y cajón peruano. - Martín González: cajón peruano y hi-hat. |

## Ficha técnica
- Grabado en Estudios Del Arco, Buenos Aires e Igloo Music, Burbank, California.
- Ingeniero de grabación en Bs As: Osqui Amante.
- Ingeniero de grabación en LA: Gustavo Borner.
- Asistente: Scott Conrad.
- Mezclado en Igloo Music.
- Ingeniero de mezcla: Gustavo Borner.
- Ingenieros de grabación adicionales: Gustavo Segal y Lito Vitale en el estudio "La casita de mis viejos".
- Producción ejecutiva en LA: Gustavo y Yolanda Borner y Daniel y Alicia Borner.
- Masterizado en Precision Mastering.
- Ingeniero de mastering: Tom Baker.
- Diseño de arte: Zky&Sky.
- Fotografías: Diego Levy.
- Ilustración Santa Tejerina: Carlos Masoch, basado en un collage de Mercedes Villar.
- Fotos de Osvaldo Pugliese por gentileza de Estudio Massa.